# L3COS
L3COS también se conoce como Sistema Operativo de Consenso de Nivel 3, es el primer sistema operativo del mundo basado en la tecnología blockchain que permite a las autoridades financieras regular las economías digitales de manera verificable y legal.
Tiene la capacidad de mantener la autonomía tanto de la soberanía como de las autoridades individuales mientras se regula y cumple legalmente.
L3COS ha construido el sistema para que sea completamente auditable, transparente y cada transacción sea rastreable e inmutable. Tiene un sistema único de consenso de triple capa que facilita la actividad digitalizada regulada. Ha sido cubierto por los medios de comunicación para llevar los beneficios de la tecnología blockchain a la economía en general.
El sistema operativo está regulado por las autoridades soberanas para toda actividad digitalizada. El marco proporciona a los gobiernos y las empresas infraestructura para construir DApps totalmente regulados para una futura economía digital.
El sistema también permite a las autoridades financieras mantener un seguimiento digital de la economía de manera legal al cumplir con las autoridades públicas y privadas y mantener la transparencia. Autentica y registra las transacciones manteniendo intacta la autonomía de un individuo.
Zurab Ashvil fundó L3COS en 2013, para crear un sistema operativo basado en blockchain único, seguro, rápido, verificable, regulado y transparente.

## Historia
L3COS fue fundada en 2013 por el emprendedor de tecnología serial Zurab Ashvil. Ashvil tenía experiencia en tecnología y es un defensor de los sistemas de distribución basados en la nube. Había trabajado más de una década con Softbank. Desde su inicio, ha estado trabajando con más de 1200 desarrolladores en todo el mundo para crear el primer sistema operativo de consenso blockchain totalmente regulado del mundo.
Se afirma que es la primera tecnología blockchain regulada, equipada con medidas para rastrear y prevenir el fraude, el lavado de dinero y la actividad del mercado negro.
La cadena de bloques regulada L3COS proporciona beneficios de la cadena de bloques a la economía, las corporaciones y los individuos en general, y ha sido probada para funcionar de manera eficiente según los requisitos de las empresas S&P 500 y la mayoría de los bancos centrales de todo el mundo.